# Slaget ved Bunker Hill
Slaget ved Bunker Hill fandt sted den 17. juni 1775 på Breed's Hill som en del af belejringen af Boston under den amerikanske uafhængighedskrig. General Israel Putnam havde ledelsen af de revolutionære styrker, mens generalmajor William Howe havde kommandoen over de britiske styrker. Da hovedparten af kampene ikke foregik på selve Bunker Hill, omtales slaget nogle gange mere korrekt som Slaget ved Breed's Hill.
Om natten mellem den 16. og 17. juni som følge af efterretninger om, at briterne snart ville forsøge at erobre de uforsvarede højder omkring Boston, besatte oprørere Bunker Hill og Breed's Hill, byggede en jordskanse på Breed's Hill og let forsvarede linjer over det meste af Charlestown halvøen. Som reaktion herpå indledte briterne et angreb på disse stillinger om eftermiddagen den 17. juni. Efter at to angreb på oprørernes linjer var slået tilbage med betydelige britiske tab, tog briterne oprørernes stillinger i det tredje angreb, efter at forsvarerne i skansen var løbet tør for ammunition. Oprørerne trak sig tilbage over Bunker Hill til Cambridge, men led deres største tab på Bunker Hill.
Selv om resultatet var en sejr for briterne, havde de lidt deres største tab i hele krigen: over 800 sårede og 226 dræbte, herunder et bemærkelsesværdigt stort antal officerer. Deres umiddelbare mål, erobringen af Bunker Hill, blev nået, men ændrede ikke væsentligt på belejringssituationen. Slaget viste imidlertid, at forholdsvis uøvede styrker fra kolonierne var villige til og evnede at modstå erfarne tropper i et regulært slag.

## Geografi og strategi
I det 18. århundrede lå Bosten på en halvø. Især i det 19. århundrede blev meget af området omkring halvøen fyldt op, hvilket gav byen sin nutidige geografi.  var den stort set beskyttet mod tæt belejring af vandområderne omkring den, som blev kontrolleret af britiske krigsskibe. I kølvandet på slagene ved Lexington og Concord den 19. april 1775 havde den koloniale milits, en styrke på omkring 15.000 mand omringet byen og belejrede den. Under kommando af Artemas Ward havde de kontrollen med den eneste adgang til Boston overland, Roxbury Neck, men da de ikke havde en flåde, kunne de ikke kontrollere eller blot udfordre den britiske kontrol over havnen. De britiske tropper, en styrke på omkring 6.000 mand under kommando af general Thomas Gage, havde besat byen og fik forsyninger og forstærkninger ad søvejen.
Charlestown halvøen, der lå nord for Boston, havde sit udgangspunkt i en smal tange, kaldet Charlestown Neck, i nordvest og strakte sig omkring 1½ km mod sydvest ind i Bostons havn. Bunker Hill, der havde en højde af 33 meter, lå i den nordlige ende af halvøen. Breed's Hill, som kun var 19 meter højt, var længere mod syd og tættere på Boston. Byen Charlestown lå på et fladt område i den sydlige del af halvøen. På det nærmeste sted var der under 300 meter mellem Charlestown halvøen og Boston halvøen, hvor Copp's Hill havde nogenlunde samme højde som Breed's Hill. Da den britiske retræte fra Concord var endt i Charlestown, havde general Gage trukket tropperne tilbage til Boston dagen efter slaget i stedet for at befæste bakkerne på halvøen og havde dermed gjort hele Charlestown halvøen til et ingenmandsland.
Gennem maj måned modtog briterne forstærkninger, indtil de havde en styrke på omkring 6.000 mand. Den 25. maj ankom der tre generaler på HMS Cerberus: William Howe, John Burgoyne og Henry Clinton. Gage begyndte sammen med dem at planlægge et udfald fra byen, og planen var klar den 12. juni. Oplysninger om disse planer lækkede ud til militsens ledere den 13., og den 15. besluttede de, at yderligere forsvarsværker måtte opføres. General Ward gav Israel Putnam ordre til at bygge stillinger på Charlestown halvøen, især på Bunker Hill.

## Slaget

### Befæstning af Breed's Hill
Om natten mellem den 16. og 17. juni førte militsobersten William Prescott 1.200 mand ud på halvøen for at opbygge stillinger, hvorfra artilleri kunne skyde ind i Boston. I starten var Putnam, Prescott og deres ingeniørofficer, kaptajn Richard Gridley, uenige om, hvor de skulle placere deres stillinger. Der blev udført noget arbejde på Bunker Hill, men Breed's Hill lå nærmere på Boston og blev anset for lettere at forsvare. Selv om det nok var i modstrid med deres ordrer, besluttede de at bygge deres vigtigste skanse der. Ud fra Gridleys anvisninger begyndte Prescott og hans mænd at udgrave en befæstning omkring 40 meter i kvadrat med grøfter og jordvolde. De tilføjede grøft- og digeforlængelser i retning af Charles River på deres højre side og begyndte at forstærke et gærde, som lå på deres venstre side. Murene på skansen var omkring 1,8 meter høje, med en træplatform indeni, hvor mændene kunne stå og skyde over muren.
Før daggry, omkring kl. 4, opdagede en vagtpost om bord på HMS Lively den nye befæstning. Lively åbnede ild, hvilket kun midlertidigt stoppede militsens arbejde. Om bord på sit flagskib HMS Somerset vågnede admiral Samuel Graves irriteret over den kanonskydning, som han ikke havde beordret. Han satte en stopper for den, blot for at få sin beslutning omgjort af general Gage, da denne blev gjort opmærksom på situationen. Han gav ordre til at samtlige 128 kanoner i havnen og batterierne på Copp's Hill i Boston skulle beskyde militsens stillinger. Beskydningen havde forholdsvis beskeden effekt.
Da general Thomas Gage betragtede stillingerne fra Boston med sin stab, genkendte loyalisten Abijah Willard sin svoger oberst Prescott. "Vil han kæmpe?' spurgte Gage sine mænd. "Jeg kan ikke svare på deres vegne", svarede Willard, "men oberst Prescott vil kæmpe mod Dem til helvedes porte" Prescott levede op til Willards ord, men hans mænd var knap på standhaftige. Da militsen led sit første tab, Asa Pollard fra Billerica, en ung menig, som blev dræbt af kanonild, gav Prescott ordre til hurtigt at begrave manden i stilhed, men en stor gruppe mænd gav ham en højtidelig begravelse i stedet, hvorefter flere deserterede kort tid efter.
Det tog næsten seks timer for briterne at få stillet en infanteristyrke til parade for inspektion. General Howe skulle føre hovedangrebet, som skulle gå rundt om kolonisternes venstre flanke og ramme dem bagfra. Brigadegeneral Robert Pigot på den britiske venstre flanke skulle føre et direkte angreb mod skansen. Major John Pitcairn førte flanke- eller reservestyrken. Det krævede adskillige ture i storbåde at overføre Howes styrker til det østlige hjørne af halvøen, kaldet Moulton's Hill. På en varm dag, med uldne jakker og fuld feltoppakning på omkring 25 kg, var briterne endelig klar omkring kl. 14.
Kolonisterne, som havde set denne aktivitet, havde også rekvireret forstærkninger. Blandt forstærkningerne var Joseph Warren og Seth Pomeroy, som begge valgte at gøre tjeneste som infanterister. Prescott beordrede folkene fra Connecticut under kaptajn Knowlton til at forsvare den venstre flanke, hvor de brugte en grov stenmur som brystværn og forhøjede den med hegnspæle og hø. Tropper, som ankom for at forstærke denne flankestilling, omfattede det 1. og 3. New Hampshire regiment på 200 mand under obersterne John Stark og James Reed. Starks mænd indtog stillinger langs brystværnet i den nordlige ende af kolonisternes stillinger. Da lavvandet åbnede et hul langs Mystic River mod nord, forlængede de hurtigt gærdet med en kort stenmur til vandkanten. Oberst Stark placerede en pæl omkring 30 meter foran gærdet og gav ordre til, at ingen måtte skyde, før briterne passerede den. Lige før slaget begyndte, kom der yderligere forstærkninger, herunder dele af obersterne Brewer, Nixon, Woodbridge, Little og major Moores regimenter fra Massachusetts og Callenders artilleribatteri.

### Angreb
Brigadegeneral Pigot, som havde kommandoen over 5., 38., 43., 47. og 52. fodregiment såvel som major Pitcairn's marinesoldater, angreb skansen. Prescott, som ledede forsvaret, instruerede sine mænd om at vente med at skyde, indtil han gav signal. Da de skød, havde det en ødelæggende effekt, og de britiske soldater blev tvunget tilbage.
General Howe førte de lette infanterikompagnier og grenaderer i angrebet på den amerikanske venstre flanke. Hans lette infanteri var placeret på en smal strand, på den yderste højre flanke af kolonisternes stilling, med grenadererne i midten. De formerede sig med fire mand i dybden og flere hundrede i bredden, under ledelse af officerer i skarlagenrøde jakker. Da tropperne nærmede sig amerikanernes linje, affyrede John Simpson, en mand fra New Hampshire, sit våben for tidligt, hvilket fik en del briter til at skyde tilbage, mens de endnu var udenfor skudvidde. Da briterne endelig var indenfor skudvidde, åbnede begge sider ild. Kolonisterne forårsagede store tab blandt briterne og skød især efter de rødklædte officerer. De brugte gærdet til at hvile deres musketter på og til at stabilisere deres sigte med. Briterne trak sig tilbage i uorden, mens militserne holdt deres position.
De britiske reserver, som samledes lige nord for landsbyen Charlestown, havde tab som følge af beskydning af snigskytter og satte ild på byen. Røgen, der drev fra Charlestown, fungerede som et næsten surrealistisk bagtæppe for kampene, da vinden holdt røgen væk fra slagmarken. De britiske tropper blev bragt til samling og foretog endnu et angreb mod skansen og den nordlige flanke, og igen havde de store tab og blev slået tilbage.
I mellemtiden var der forvirring i de amerikanske styrkers bagland. General Putnam forsøgte, med kun begrænset succes, at sende ekstra tropper fra Bunker Hill til Breed's Hill for at støtte mændene i skansen.
Til sidst beordrede general Howe et tredje angreb, hvor også reserverne blev indsat, sammen med general Clinton og 400 frivillige marinere, som var kommet til fra Boston, efter at have set de fejlslagne angreb. Dette angreb var koncentreret om skansen og lykkedes, selv om det kostede major Pitcairn livet. Forsvarerne var løbet tør for ammunition, hvilket betød at slaget blev mand mod mand. I denne form for kamp havde briterne fordelen, da deres musketter var udstyret med bajonetter i modsætning til kolonisterne. Oberst Prescott, en af de sidste kolonister, der forlod skansen, parerede bajonetstød med sin ceremonielle sabel. Det var ved erobringen af skansen, at Joseph Warren blev dræbt. Kolonisternes tilbagetog blev til dels muliggjort af det tapre forsvar, som tropperne nord for skansen udførte, som forhindrede omringning. General Putnam forsøgte at få samling på sine tropper på Bunker Hill, men kolonitropperne flygtede så hurtigt, at kanoner og forskansningsværktøjer måtte efterlades. Kolonitropperne led størstedelen af deres tab under tilbagetoget fra Bunker Hill. Klokken 17 havde kolonisterne trukket sig tilbage over Charleston Neck til befæstede stillinger i Cambridge, og briterne havde kontrollen over halvøen.

## Efterspil
Briterne havde vundet slagmarken, men med et tab på 1.054 (226 døde og 828 sårede), og en uforholdsmæssig stor andel af dem var officerer. General Clinton skrev i sin dagbog, at "nogle få sejre mere af den slags ville hurtigt have afsluttet den britiske dominans i Amerika". Kolonisternes tab var på omkring 450, hvoraf 140 blev dræbt, heriblandt Joseph Warren. 30 blev taget til fange, hvoraf 20 senere døde som krigsfanger. Hovedparten af kolonisternes tab kom under tilbagetrækningen. Major Andrew McClary var den højest rangerende koloniofficer, som døde i slaget, efter sigende også den sidste). Han blev erindret ved navngivningen af Fort McClary i Kittery, Maine.
Blandt briternes døde og sårede var der 100 officerer, en betydelig andel af det britiske officerskorps i Nordamerika. En stor del af General Howes stab i felten var blandt ofrene. Major Pitcairn var blevet dræbt, og oberst James Abercrombie dødeligt såret. General Gage skrev i sin rapport efter slaget alle navnene på disse officerer, med rang af løjtnant eller derover, foruden denne opsummering:
- 1 oberstløjtnant dræbt
- 2 majorer dræbt, 3 sårede
- 7 kaptajner dræbt, 27 sårede
- 9 løjnanter dræbt, 32 sårede
- 15 sergenter dræbt, 42 sårede
- 1 trommeslager dræbt, 12 sårede

Thomas Gage, som blev kaldt tilbage til England og udskiftet med General Howe i oktober 1775, skrev en rapport til den engelske regering, hvor han gentog tidligere advarsler om, at "en stor hær må i længere tid indsættes for at nedkæmpe disse folk" og "ville kræve hvervning af udenlandske tropper."

## Analyse
Der er blevet skrevet meget i kølvandet på dette slag om, hvordan det blev udkæmpet. Begge sider begik strategiske og taktiske fejltrin, som kunne have ændret slagets udfald. Ved at se i bakspejlet får man ofte et fordrejet billede, men nogle ting forekommer åbenlyse efter slaget, som kommandørerne på dagen med rimelighed kunne have taget fat i.

### Kolonisternes fejltagelser
Den britiske plan for at bryde ud af Boston havde gået ud på først at tage kontrollen med
Dorchester Heights. Disse bakker havde en mere dominerende og truende stilling over Boston halvøen end bakkerne ved Charlestown, som det blev vist tydeligt, da briterne trak sig tilbage, efter at de var blevet befæstet af kolonisternes hær i marts 1776. Hertil kom, at adgangen til bakkerne fra Roxbury ikke var nær så begrænset, som Charlestown Neck var for adgang til Bunker Hill. "Committee of Safety", som i princippet var den politiske ledelse, da slaget fandt sted, var tilsyneladende ikke klar over den militære betydning af Dorchester Heights.
Kolonistyrkerne, som formelt var under overkommando af general Ward og under kommando af general Putnam på slagmarken, handlede ofte helt uafhængigt. Det viste sig tydeligt i starten af slaget, hvor der blev taget taktiske beslutninger, som havde strategiske effekter. Oberst Prescott og hans stab besluttede tilsyneladende i modstrid med deres ordrer at befæste Breed's Hill frem for Bunker Hill. Befæstningen af Breed's Hill var mere provokerende ved at placere offensivt artilleri tættere på Boston. Det udsatte også styrkerne for risiko for at blive fanget, da de ikke i tilstrækkelig grad kunne forsvare sig mod britiske forsøg på at lande tropper og tage kontrollen over Charlestown Neck. Hvis briterne havde gjort noget sådant, kunne de have opnået en sejr med langt mindre tab.
Mens kolonitroppernes frontlinjer generelt blev ledet godt, var der kaos bag fronten, især efter at slaget var begyndt, og det skyldtes til dels en dårlig ledelsesorganisering. Kun nogle af militserne var direkte underlagt Ward og Putnam, og nogle adlød ikke deres ordrer og blev på Bunker Hill i stedet for at deltage i forsvaret mod det tredje britiske angreb. Adskillige officerer blev efterfølgende stillet for en krigsret eller kasseret. Hvis Prescott og styrkerne i skansen havde fået forstærkninger enten i form af flere tropper eller i form af mere ammunition og krudt, var det hans opfattelse, at de kunne have slået det tredje angreb tilbage.

### Britiske fejltagelser
Den britiske ledelse var for sin part langsom til at reagere, da skansen på Breed's Hill blev opdaget. Klokken var 14, inden tropperne var klar til at angribe ca. 8 timer senere. Dette magelige tempo gav kolonistyrkerne tid til at forstærke stillingerne i flankerne, som var dårligt beskyttet. Gage og Howe besluttede, at det ville være en let sag at angribe frontalt, selv om en omringende bevægelse (som tog kontrol over Charlestown Neck) ville have givet dem en større sejr. (Denne bevægelse ville ikke have været risikofri, da kolonistyrkerne kunne have gjort det bekosteligt at holde tangen med beskydning fra det højereliggende terræn i Cambridge); men den britiske ledelse var overoptimistisk og troede, at "to regimenter var tilstrækkeligt til at flå provinsens styrker".
Da først de stod på slagmarken, valgte Howe to gange at svække det frontale angreb med et angreb i flanken. Det var først ved det tredje angreb, hvor angrebet i flanken blot var en finte, at hovedstyrken, som nu var blevet forstærket med reserver, gik direkte mod skansen, og angrebet lykkedes.
Efter at have erobret halvøen kan man sige, at briterne havde den taktiske fordel, at de kunne have fortsat ind i Cambridge. General Clinton foreslog dette for Howe, som afviste ideen. Howe blev senere gennemskuet af lederne for kolonistyrkerne som én, der tog foreløbige beslutninger til egen skade. I tiden efter slaget om Long Island havde han igen en taktisk fordel, som måske kunne have udleveret hele Washingtons hær til ham, men han afviste igen at handle.

## "Det hvide i deres øjne"
Den berømte ordre "Skyd ikke, før du kan se det hvide i deres øjne" blev fortalt i historier om slaget ved Bunker Hill. Det er imidlertid usikkert, hvem der sagde det, da forskellige forfattere henfører det til Putnam, Stark, Prescott eller Gridley. Det var formentlig heller ikke noget originalt citat. Det tidligste lignende citat stammer fra Slaget ved Dettingen den 27. juni 1743, hvor oberstløjtnant Andrew Agnew af Lochnaw advarede sit regiment, Royal Scots Fusiliers, om ikke at skyde, før de kunne "see the white's of their e'en." Frasen blev også brugt af prins Karl af Preussen i 1745 og gentaget i 1755 af Frederik den Store og kan være nævnt i bøger, som de koloniale militære ledere var bekendt med. Uanset om det faktisk blev sagt under slaget, var det tydeligt, at de militære ledere ofte mindede deres tropper om at vente med at skyde, indtil det ville have den største effekt.

## Frivillige på kolonitroppernes side
Et betydeligt antal kendte kolonister tog del i dette slag. Nogle udmærkede sig i slaget. Andre var allerede velkendte eller ville senere komme til at spille væsentlige roller i krigen eller indenfor politik i De Forenede Stater-
- William Barton, tog General Richard Prescott til fange i 1777
- John Brooks læge, senere generalmajor, senere guvernør over Massachusetts
- Henry Burbeck, senere brigadegeneral, kæmpede også i den krigen i 1812
- Henry Dearborn, læge, medlem af kongressen, krigsminister, generalmajor og generalbefuldmægtiget i Portugal.
- William Eustis, læge, medlem af kongressen, krigsminister, guvernør over Massachusetts, ambassadør i Holland
- Christian Fibiger, danskfødt brigadegeneral, kæmner i Philadelphia
- Thomas Gardner, oberst, dødeligt såret i slaget ved Bunker Hill
- Thomas Knowlton, oberst, kom til at styre efterretningsvæsenet under Washington
- Henry Knox, Generalmajor, krigsminister
- Barzillai Lew, en sort amerikaner
- James Otis, berømt for at have udbredt sloganet beskatning uden repræsentation
- Salem Poor, en sort amerikaner, som udmærkede sig i slaget
- Israel Potter, udødeliggjort i en roman af Herman Melville
- Peter Salem, alias "Salem Middlesex", en sort amerikaner
- Daniel Shays, ledede senere en hær af bønder i Shays' oprør
- William Stacy, oberst, ledende bosætter i Ohio efter uafhængigheden.

## Erindring om slaget
Monumentet ved Bunker Hill er en 67 meter høj obelisk. Grundstenen blev lagt den 17. juni 1825 på 50 årsdagen for slaget af Marquis de Lafayette, og festtalen blev holdt af Daniel Webster. Der er også en statue af Prescott i den berømte positur, der blev brugt til at illustrere, hvordan han beroligede sine "bønder". Leonard P. Zakim Bunker Hill Bridge blev specielt designet til at rumme dette monument.
- Bunker Hill Day, som erindrer om slaget, er en offentlig helligdag i Suffolk County, Massachusetts som rummer såvel byen Boston som Somerville. Statsinstitutioner i Massachusetts fejrer også denne helligdag.